# Touchstone Pictures
Touchstone Pictures a fost o casă de producție de film americană a studiourilor Walt Disney, fondată și deținută de The Walt Disney Company. Filmele de lungmetraj lansate sub eticheta Touchstone au fost produse și finanțate de Walt Disney Studios și au prezentat teme mai mature destinate publicului adult decât filmele tipice Walt Disney Pictures. Astfel, Touchstone a fost doar un pseudonim al studioului și nu a existat ca o operațiune comercială distinctă.
Înființată la 15 februarie 1984, de către directorul general de atunci al companiei Disney, Ron W. Miller, ca Touchstone Films, Touchstone a funcționat ca o divizie activă de producție de film a companiei Disney la mijlocul anilor 1980 până la începutul anilor 2010, lansând majoritatea filmelor cu rating PG-13 și R ale studioului. În 2009, Disney a încheiat un acord de distribuție de cinci ani și treizeci de filme cu DreamWorks Pictures, în baza căruia producțiile DreamWorks urmau să fie lansate prin intermediul Touchstone care a distribuit apoi filmele DreamWorks din 2011 până în 2016. După lansarea filmului Lumina dintre oceane (2016), ultimul film al contractului DreamWorks, marca Touchstone a fost retrasă.

## Filmele cu cele mai mari încasări
| Poziție | Titlu                   | An   | Încasări     |
| ------- | ----------------------- | ---- | ------------ |
| 1       | Signs                   | 2002 | $227,966,634 |
| 2       | Armageddon              | 1998 | $201,578,182 |
| 3       | Pearl Harbor            | 2001 | $198,542,554 |
| 4       | Lincoln                 | 2012 | $182,207,973 |
| 5       | Pretty Woman            | 1990 | $178,406,268 |
| 6       | The Help                | 2011 | $169,708,112 |
| 7       | Wild Hogs               | 2007 | $168,273,550 |
| 8       | Three Men and a Baby    | 1987 | $167,780,960 |
| 9       | The Proposal            | 2009 | $163,958,031 |
| 10      | The Waterboy            | 1998 | $161,491,646 |
| 11      | Who Framed Roger Rabbit | 1988 | $154,112,492 |
| 12      | Sister Act              | 1992 | $139,605,150 |
| 13      | Ransom                  | 1996 | $136,492,681 |
| 14      | Bringing Down the House | 2003 | $132,716,677 |
| 15      | Sweet Home Alabama      | 2002 | $127,223,418 |
| 16      | Good Morning, Vietnam   | 1987 | $123,922,370 |
| 17      | The Village             | 2004 | $114,197,520 |
| 18      | Enemy of the State      | 1998 | $111,549,836 |
| 19      | Phenomenon              | 1996 | $104,636,382 |
| 20      | Dick Tracy              | 1990 | $103,738,726 |
| 21      | Gone in 60 Seconds      | 2000 | $101,648,571 |
| 22      | Con Air                 | 1997 | $101,117,573 |
| 23      | Gnomeo & Juliet         | 2011 | $99,967,670  |
| 24      | Dead Poets Society      | 1989 | $95,860,116  |
| 25      | Unbreakable             | 2000 | $95,011,339  |

| Poziție | Titlu                   | An   | Încasări     |
| ------- | ----------------------- | ---- | ------------ |
| 1       | Armageddon              | 1998 | $553,709,788 |
| 2       | Pretty Woman            | 1990 | $463,406,268 |
| 3       | Pearl Harbor            | 2001 | $449,220,945 |
| 4       | Signs                   | 2002 | $408,247,917 |
| 5       | Who Framed Roger Rabbit | 1988 | $351,500,000 |
| 6       | The Proposal            | 2009 | $317,375,031 |
| 7       | Ransom                  | 1996 | $309,492,681 |
| 8       | Real Steel              | 2011 | $299,268,508 |
| 9       | Lincoln                 | 2012 | $275,293,450 |
| 10      | The Village             | 2004 | $256,697,520 |
| 11      | Wild Hogs               | 2007 | $253,625,427 |
| 12      | Enemy of the State      | 1998 | $250,649,836 |
| 13      | Unbreakable             | 2000 | $248,118,121 |
| 14      | Gone in 60 Seconds      | 2000 | $237,202,299 |
| 15      | Dead Poets Society      | 1989 | $235,860,116 |
| 16      | Sister Act              | 1992 | $231,605,150 |
| 17      | Con Air                 | 1997 | $224,012,234 |
| 18      | Flightplan              | 2005 | $223,387,299 |
| 19      | The Help                | 2011 | $216,639,112 |
| 20      | King Arthur             | 2004 | $203,567,857 |
| 21      | Need for Speed          | 2014 | $203,277,636 |
| 22      | Gnomeo & Juliet         | 2011 | $193,967,670 |
| 23      | The Waterboy            | 1998 | $185,991,646 |
| 24      | Sweet Home Alabama      | 2002 | $180,622,424 |
| 25      | War Horse               | 2011 | $177,584,879 |